# Hargelsberg
Hargelsberg là một đô thị ở huyện Linz-Land thuộc bang Oberösterreich, Áo. Đô thị Hargelsberg có diện tích 18 km², dân số thời điểm năm 2006 là 1122 người.